# دينيس كيندال
دينيس كيندال (بالإنجليزية: William Denis Kendall)‏ هو سياسي بريطاني (وحمل سابقاً جنسية المملكة المتحدة لبريطانيا العظمى وأيرلندا)، ولد في 27 مايو 1903، وتوفي في 19 يوليو 1995. في الانتخابات الفرعية في مجلس العموم البريطاني ‏، انتخب عضو برلمان المملكة المتحدة الـ37 عن دائرة Grantham (UK Parliament constituency) ‏ (25 مارس 1942 – 15 يونيو 1945) وفي الانتخابات العامة في المملكة المتحدة 1945 ‏، انتخب عضو برلمان المملكة المتحدة الـ38 عن دائرة Grantham (UK Parliament constituency) ‏ (5 يوليو 1945 – 3 فبراير 1950).